# 彭苏萍
彭苏萍（1959年6月15日—），江西萍乡人，矿山工程地质与工程物探专家，中国工程院院士。

## 生平
1982年，毕业于淮南矿业学院（现安徽理工大学）。1988年，毕业于中国矿业大学北京研究生部，获博士学位。现任中国矿业大学（北京）教授，煤炭资源与安全开采国家重点实验室主任，兼任中国工程院能源与矿业工程学部主任。2001年，获聘长江学者特聘教授。2007年，当选为中国工程院院士。